# Caza muerta
Nature morte de gibier
Caza muerta (« Nature morte de gibier ») est un tableau de Francisco de Goya réalisé en 1775 et appartenant à la première série de cartons pour tapisserie destinée à la salle à manger du Prince des Asturies au palais de l'Escurial.

## Contexte de l'œuvre
Tous les tableaux de la première série sont destinés à la salle à manger du Prince des Asturies, c'est-à-dire de celui qui allait devenir Charles IV et de son épouse Marie Louise de Parme, au palais de l'Escurial. Le tableau fut livré à la Fabrique royale de tapisserie avec le reste de la série le 24 mai 1775.
Contrairement aux autres cartons de la première série, considérés perdus jusqu'en 1869, quand Gregorio Cruzada Villaamil les découvre dans le sous-sol du Palais royal de Madrid, Caza muerta demeure introuvable.
La série était composée de Perros y útiles de caza, Caza con reclamo, La Caza de la codorniz, El Pescador de caña, Cazador cargando su escopeta, El Cazador con sus perros, La Caza del jabalí, Caza muerta et Muchachos cazando con mochuelo.